# Gato Barbieri
Leandro Barbieri, znany jako El Gato Barbieri hiszp. „Kot Barbieri” (ur. 28 listopada 1932 w Rosario, zm. 2 kwietnia 2016 w Nowym Jorku) – argentyński saksofonista jazzowy i kompozytor.

## Życiorys
Urodził się w Argentynie w rodzinie muzyków. W dzieciństwie uczył się grać na klarnecie, potem po przeprowadzeniu się do Buenos Aires, zainspirowany muzyką Charliego Parkera przerzucił się na saksofon altowy – w tym czasie (późne lata 50.) grał z Lalo Schifrinem, argentyńskim pianistą. Następnie, w roku 1962 przeniósł się do Rzymu, gdzie znów zmienił instrument na saksofon tenorowy i występował we freejazzowej grupie trębacza Dona Cherry'ego. Dotychczas nie grał swojej muzyki etnicznej, ale w drugiej połowie lat 60. zaczął coraz częściej sięgać po jej motywy i klimaty w swojej twórczości. Jest on autorem ścieżki dźwiękowej do filmu Ostatnie tango w Paryżu z Marlonem Brando i Marią Schneider. W latach 80., po śmierci żony, zaprzestał występów – na scenę wrócił w następnej dekadzie. Był jednym z twórców kierunku „latin-jazzu”, przez lata zajmował się także promowaniem kultury latyno-amerykańskiej.
Zmarł na zapalenie płuc 2 kwietnia 2016 w jednym z nowojorskich szpitali.

## Dyskografia
- 1960 Menorama
- 1965 Gato Barbieri and Don Cherry
- 1966 Complete Communion
- 1966 Symphony For Improvisors
- 1967 In Search Of Mystery; później wydane jako Obsession Affinity, 1967
- 1968 Jazz Mania All Stars (rec. 1960)
- 1970 The Third World
- 1971 Fenix
- 1972 El Pampero
- 1973 Bolivia
- 1973 Under Fire
- 1973 Last Tango In Paris (zdobywca Grammy)
- 1973 Chapter I: Latino America
- 1974 Yesterdays
- 1974 The Legend Of Gato Barbieri
- 1974 Chapter II: Hasta Siempre
- 1974 Chapter III: Vive Emiliano Zapata
- 1975 Chapter IV: Live in New York
- 1975 Impulse Artist
- 1975 Impulsively
- 1975 El Gato
- 1975 Confluence
- 1976 Caliente
- 1976 Gato Barbieri and Don Cherry
- 1976 Gato Barbieri & his group Live in Buenos Ayres
- 1977 Ruby, Ruby
- 1978 Tropico
- 1979 Euphoria
- 1979 Passion and Fire
- 1979 Gato Barbieri
- 1982 Gato Barbieri; później wydane na LP jako Bahia (1983)
- 1983 Para Los Amigos
- 1985 Apasionado
- 1988 The Third World Revisited
- 1990 Pictures: Years 1965-68
- 1995 Bolivia
- 1997 Que Pasa
- 1997 Latino America
- 1997 The Third World
- 1997 El Pampero
- 1999 Che Corazón
- 2000 Afro-Cubano Chant II
- 2001 Calle 54
- 2002 The Shadow of the Cat
- 2002 Live from the Latin Quarter (DVD)
- 2010 New York Meeting